# Marianistes

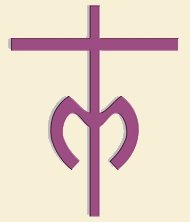
Creu marianista.

La Societat de Maria, Companyia de Maria o marianistes és una congregació clerical catòlica, de germans i sacerdots dedicada a l'ensenyament cristià. La Societat va ser fundada per Guillaume-Joseph Chaminade, un sacerdot que va sobreviure a la persecució anticlerical durant la Revolució Francesa, a Bordeus en 1817. Els marianistes consideren Maria (mare de Jesús) com a model de fe i espiritualitat. Creuen que les millors maneres de viure una vida espiritual han de compartir la seva fe amb altres, treballar amb els pobres, i educar i nodrir la ment, el cos i l'ànima.